# Placochelys
Placochelys placodonta
Genre
Espèce
Placochelys est un genre éteint de reptiles marins de l'ordre des placodontes. Il a vécu pendant le Trias supérieur en Europe.
Une seule espèce est connue, Placochelys placodonta.

## Description

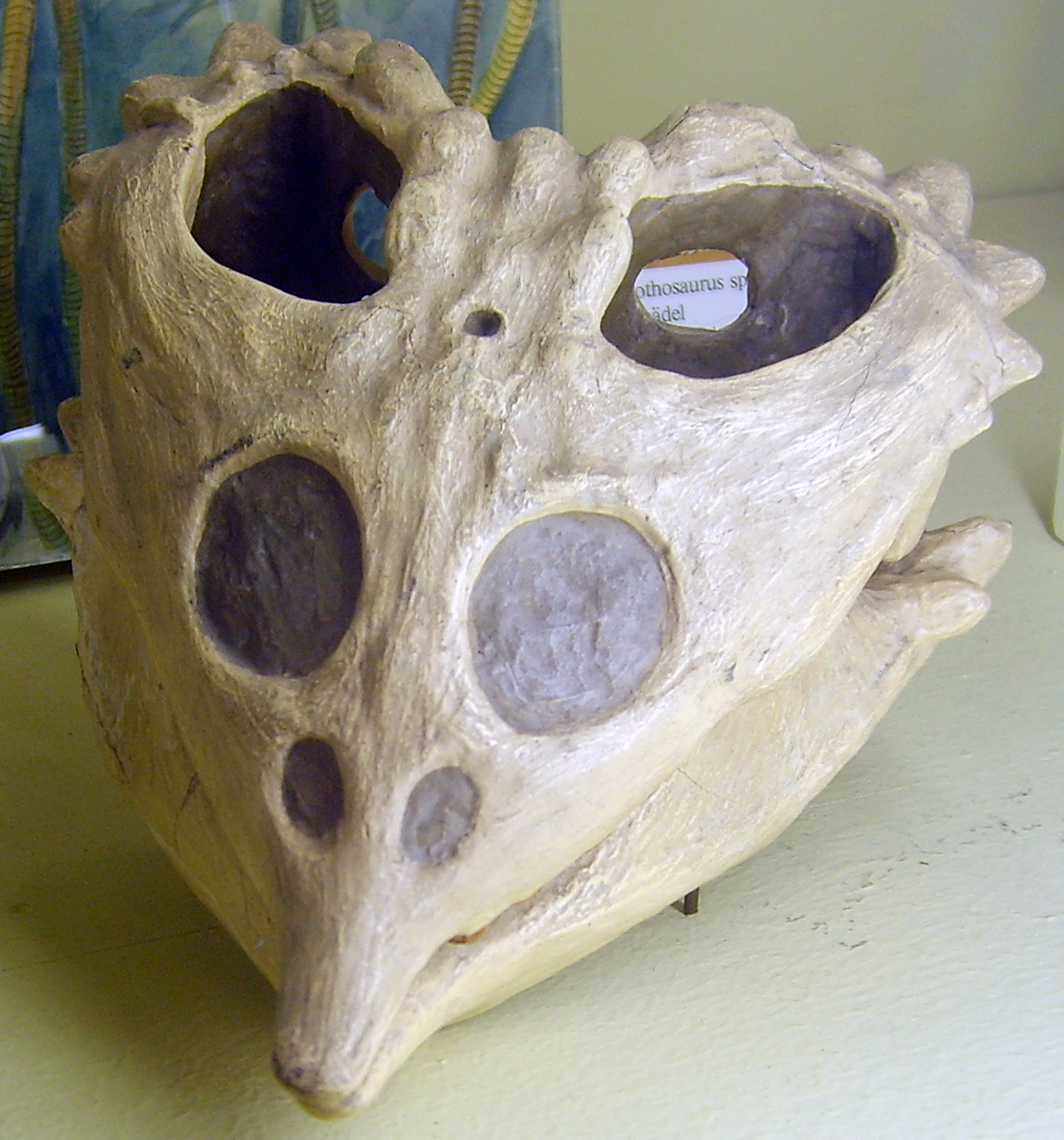
Reconstitution du crâne de Placochelys placodonta au musée d'histoire naturelle de Berlin.

Placochelys pouvait atteindre une taille de 1 mètre et ressemblait beaucoup aux tortues marines actuelles. La ressemblance est due à sa carapace entourant pratiquement tout le corps de l'animal. La carapace est recouverte par une série de bosses osseuses condensées ensemble pour former une structure rigide de protection appelée ostéoderme.

## Publication originale
- (de) Jaekel O. 1902 : « Über Placochelys n. g. und ihre Beeutung fur die Stammesgeschichte der Schildkroten », Neues Jahrbuch fur Mineralogie, Geologie und Palaontologie, Abhandlungen, vol. 1902, p. 127-144.